# Biljana Grafwallner-Brezovska
Biljana Grafwallner-Brezovska (* 2. Februar 1971 in Skopje, Mazedonien) ist eine mazedonisch-deutsche Filmeditorin aus München.
Biljana Grafwallner-Brezovska studierte Architektur in Skopje. 1996 begann sie ein Praktikum bei ARRI, einem Anbieter von Kinofilmausrüstung in München. Ab 1997 wurde sie als Schnittassistentin und ab 1998 als eigenständige Editorin tätig. 

## Filmografie (Auswahl)
- 2000: Der Himmel kann warten
- 2001: Das Mädcheninternat – Deine Schreie wird niemand hören
- 2001: Tatort: Zielscheibe
- 2004–2012: Das Traumhotel (Fernsehserie, 6 Folgen)
- 2005: Tatort: Rache-Engel
- 2010: Hepzibah – Sie holt dich im Schlaf
- 2008–2019: Um Himmels Willen (Fernsehserie, 38 Folgen)
- 2015: Kubanisch für Fortgeschrittene
- 2019: Kreuzfahrt ins Glück – Hochzeitsreise in die Normandie
- 2019: Rosamunde Pilcher: Morgens stürmisch, abends Liebe
- 2019: Rosamunde Pilcher: Raus in den Sturm
- 2020: Rosamunde Pilcher: Von Tee und Liebe
- 2020: Rosamunde Pilcher: Falsches Leben, wahre Liebe
- 2023: Herzstolpern
- 2024: Nächste Ausfahrt Glück – Übers Ziel hinaus
- 2024: Nächste Ausfahrt Glück – Endlich ich